# لاکی (ترانه بریتنی اسپیرز)
«خوش‌شانس» تک‌آهنگی از بریتنی اسپیرز است که در سال ۲۰۰۰ میلادی منتشر شد. این تک‌آهنگ در آلبوم اوه!... باز هم دسته‌گل به آب دادم قرار داشت.
این تک‌آهنگ در چارت‌های سوئد، اتریش، آلمان، سوئیس، در رتبه اول و در چارت‌های استرالیا، ایتالیا، فلاندرز، ایرلند، نیوزلند، نروژ جزو ده ترانه اول قرار گرفت.